# Isothecium schleicheri
Isothecium schleicheri là một loài rêu trong họ Brachytheciaceae. Loài này được Schimp. mô tả khoa học đầu tiên năm 1847.